# Лебедев, Михаил Васильевич
Михаи́л Васи́льевич Ле́бедев (10 октября 1921 — 2 января 1945) — участник Великой Отечественной войны, Герой Советского Союза.

## Биография
Родился 7 октября 1921 года в деревне Немда-Обалыш Сернурского кантона Марийской автономной области РСФСР.
Окончил Новоторъяльское педагогическое училище в 1939 году. Работал инспектором РОНО, в 1940 году по комсомольской путёвке уехал в Забайкалье (5-й стройпоезд, работал на территории Монголии).
Призван в РККА в апреле 1941 года Борзянским ГВК Читинской области. Великую Отечественную войну встретил в Шяуляе (Литва). По некоторым данным был в 1-м гвардейском истребительно-противотанковом артиллерийском полку Резерва Главного командования (Западный и Северо-Западный фронты). В конце 1942 года окончил Днепропетровское артиллерийское училище (размещалось в Томске).
Командир взвода управления 8-й батареи 158-го гвардейского артиллерийского полка 78-й гвардейской стрелковой дивизии, 25-го гвардейского стрелкового корпуса 7-й гвардейской армии Степного фронта гвардии лейтенант Михаил Лебедев отличился в боях за Днепр в сентябре 1943 года. 26 сентября в составе штурмовой группы форсировал Днепр в районе с. Домоткань (Верхнеднепровский район, Днепропетровская область). В бою за плацдарм находился в боевых порядках пехоты, вёл разведку целей, умело корректировал огонь батареи, чем способствовал удержанию плацдарма и переправе подразделений полка. Получил несколько ранений, но не покинул поле боя.
С боями он прошёл Бессарабию, Румынию, Польшу. После тяжёлого ранения на Сандомировском плацдарме Михаил Васильевич Лебедев умер от ран в госпитале 2 января 1945 года. Похоронен на центральной площади Мелеца, Польша.

## Награды
- За проявленное мужество, доблесть и героизм М. В. Лебедеву Указом Президиума Верховного Совета СССР от 26 октября 1943 года присвоено звание Героя Советского Союза.
- Орден Ленина, орден Отечественной войны 1-й степени, медали.

## Память
- Мемориальные доски Герою установлены в городе Йошкар-Ола, на зданиях школы в деревне Немда-Обалыш и бывшего педагогического училища в пгт Новый Торъял.
- Именем Лебедева названы улицы в Йошкар-Оле и Новом Торъяле.
- Родная Немдинская школа также названа его именем[1], в 1976 году в школе был открыт музей М. В. Лебедева.
- Жизни и боевому подвигу М. В. Лебедева посвятил свою документальную повесть «Миша-артиллерист» (1968) марийский писатель-фронтовик, заслуженный работник культуры Марийской АССР Б. Г. Данилов.